# Cerkev sv. Nikolaja, Liptovský Mikuláš
Cerkev svetega Nikolaja v Liptovskem Mikulášu je gotska rimskokatoliška cerkev iz druge polovice 13. stoletja, ki stoji v zgodovinskem središču mesta Liptovsky Mikulaš v tradicionalni regiji Liptov v regiji Žilina na Slovaškem. Ima status državnega kulturnega spomenika.

## Zgodovina in značilnosti
Cerkev je bila zgrajena na mestu starejše romanske cerkve, ki je bila kot zakristija vključena v stavbo in je tako najstarejši del današnje stavbe. Je triladijska, zgrajena v gotskem slogu v drugi polovici 13. stoletja. Prva pisna omemba cerkve je iz leta 1299. Cerkev je bila zgrajena pred ustanovitvijo mesta in je služila petim bližnjim naseljem (Vrbica, Okoličné, Ploštín, Palúdzka, Bobrovec), mesto Svätý Mikuláš pa je bilo ustanovljeno kasneje in postopoma raslo okrog njega. V drugi polovici 15. stoletja so cerkev razširili v poznogotskem slogu. V tem obdobju je bila cerkev tudi utrjena. Cerkev je bila v 18. stoletju tudi baročno prezidana. Proti koncu 19. stoletja, leta 1883, je stavbo močno prizadel požar. Cerkev je bila v letih 1941 - 1943 deležna obsežne prezidave, ko so odstranili utrdbe in cerkvi vrnili zgodnjo gotiko.
Glavni oltar v notranjosti cerkve je posvečen svetemu Nikolaju in je iz leta 1903. Poleg njega sta v cerkvi še dva stranska oltarja, in sicer oltar Najsvetejšega in oltar Device Marije, ki je bil narejen v letih 1470 - 1480. Krstilnik je kamnit iz leta 1490.
Je del mestnega spomeniškega območja.
Cerkev je bila vpisana v seznam kulturnih spomenikov 23. marca 1963.

## Zanimivo
- Cerkev je največja zgodnjegotska stavba v regiji Liptov.
- Je najstarejša ohranjena stavba v Liptovskem Mikulášu.
- Sedanji glavni oltar je iz leta 1903, vendar vsebuje starejše elemente iz let 1500 - 1510.
- V 16. in 17. stoletju je bila cerkev izmenično pod upravo rimskokatoliške in evangeličanske cerkve, skoraj celotno 17. stoletje pa pod evangeličansko upravo.
- Med letoma 1632 in 1637 je v cerkvi pridigal evangeličanski pastor Juraj Tranovský.

## Galerija
- Pogled na severno fasado cerkve
- Pogled na vzhodno pročelje cerkve
- Splošni pogled na cerkev s severne strani
- Pogled na cerkveni stolp s severovzhoda
- Pogled na cerkveni stolp s severozahodne strani
- Splošni pogled na cerkev z južne strani
- Splošni pogled na cerkev z zahodne strani
- Notranjost cerkve
- Vhodni portal